# Nemacheilus longistriatus
Nemacheilus longistriatus är en fiskart som beskrevs av Kottelat, 1990. Nemacheilus longistriatus ingår i släktet Nemacheilus och familjen grönlingsfiskar. IUCN kategoriserar arten globalt som livskraftig. Inga underarter finns listade i Catalogue of Life.